# Psammorygma
Genre
Psammorygma est un genre d'araignées aranéomorphes de la famille des Zodariidae.

## Distribution
Les espèces de ce genre se rencontrent en Afrique du Sud et en Namibie.

## Liste des espèces
Selon World Spider Catalog (version 17.5, 19/10/2016) :
- Psammorygma aculeatum (Karsch, 1878)
- Psammorygma caligatum Jocqué, 1991
- Psammorygma rutilans (Simon, 1887)

## Publication originale
- Jocqué, 1991 : A generic revision of the spider family Zodariidae (Araneae). Bulletin of the American Museum of Natural History, no 201, p. 1-160 (texte intégral).